# Odontanthias
Odontanthias ist eine Fischgattung aus der Gruppe der Fahnenbarsche (Anthiadidae), die im tropischen Indopazifik vorkommt. Im Unterschied zu den meisten anderen Fahnenbarschen, die in den oberflächennahen Regionen tropischer Korallenriffe leben, kommen Odontanthias-Arten in Tiefwasserriffen in Tiefen von 100 bis 400 Metern vor, weshalb sie im deutschen auch als Tiefwasser-Fahnenbarsche bezeichnet werden.

## Merkmale
Die Fische haben eine relativ hochrückige, seitlich abgeflachte Gestalt. Ihre Färbung ist größtenteils pink bis hellviolett und gelb. Die Standardlänge liegt bei knapp 20 cm oder weniger. Die Anzahl der Brustflossenstrahlen liegt bei 15 bis 18, die Schuppenformel lautet SL 30 bis 51 und die Anzahl der Kiemenreusendornen beträgt 32 bis 44. Bei den meisten Odontanthias-Arten (Ausnahmen sind O. flagris und O. wassi) sind die ersten Weichstrahlen der Rückenflosse stark verlängert, tragen im verlängerten Abschnitt aber keine Flossenmembran. Die Anzahl der Rückenflossenweichstrahlen liegt bei 12 bis 17. Odontanthias-Arten ähneln denen der südatlantischen Gattung Holanthias, in die früher einige Odontanthias-Arten gestellt wurden und denen der großwüchsigen Gattung Meganthias, die 2006 von Odontanthias abgetrennt wurde.
Von Holanthias unterscheiden sie sich durch die tief gegabelte oder halbmondförmige Schwanzflosse, deren Spitzen oft noch filamentförmig ausgezogen sind (vs. abgerundet, nur wenig eingebuchtet, fast gerade abschließend oder rhombusförmig bei Holanthias) und das Fehlen von kleinen Nebenschuppen zwischen den größeren Rumpfschuppen (vs. „accessory scales“ zahlreich vorhanden bei Holanthias). Von Meganthias unterscheidet sich Odontanthias durch eine Maximalgröße von 20 cm (vs. 27 bis 37 cm bei Meganthias), 7 oder 8 Weichstrahlen in der Afterflosse (vs. 8 o. 9 bei Meganthias). Außerdem hat Meganthias zahlreiche kleine Nebenschuppen auf dem Kopf (vs. wenige bei einigen Odontanthias-Arten).

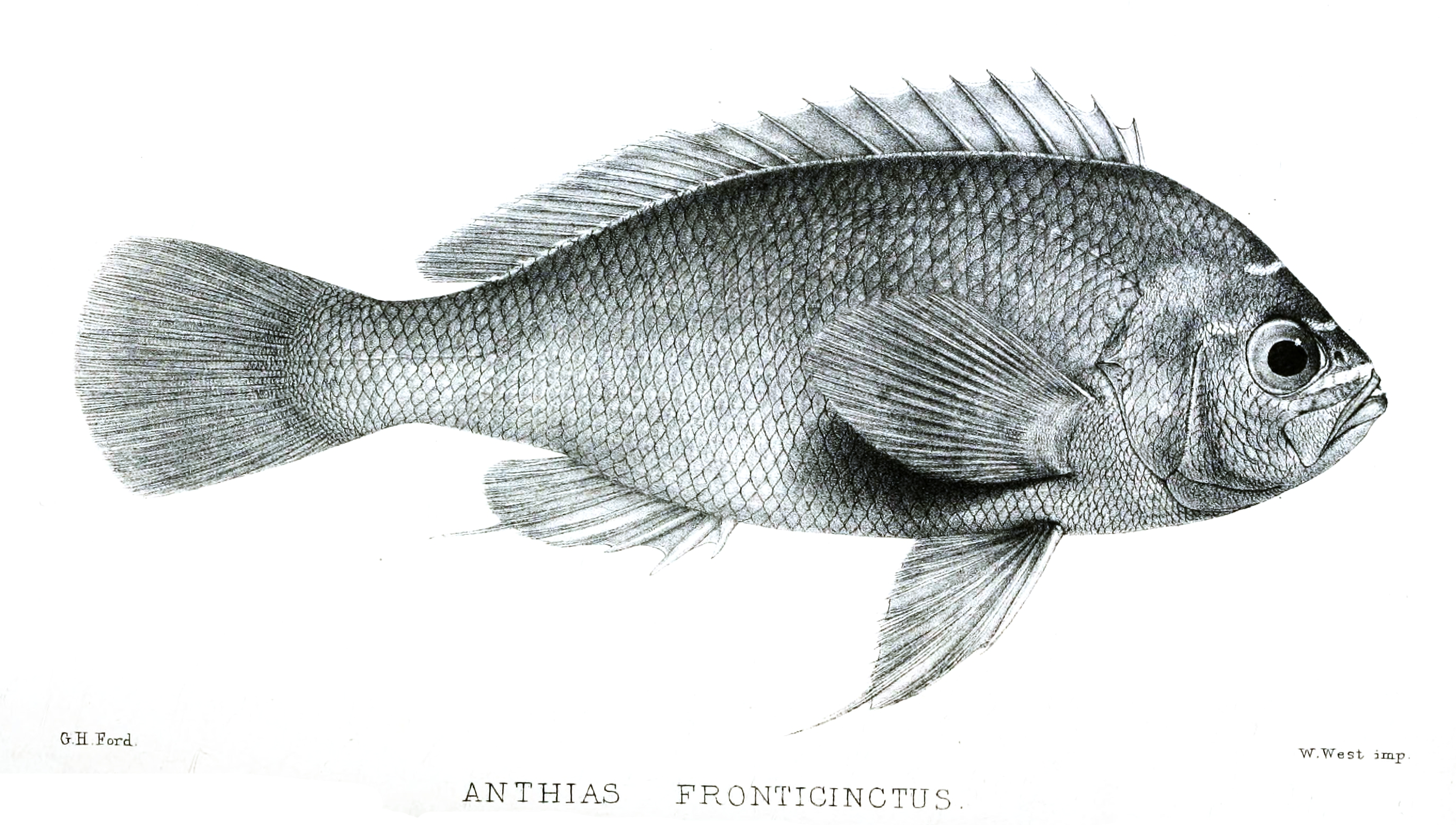
Holanthias fronticinctus
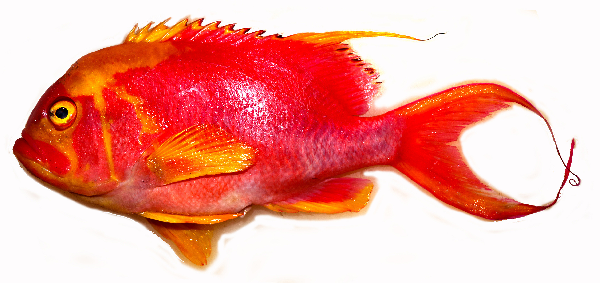
Meganthias filiferus

## Arten
Zur Gattung Odontanthias gehören 14 oder 15 Arten:
- Odontanthias borbonius (Valenciennes, 1828)
- Odontanthias caudicinctus (Heemstra & Randall, 1986)
- Odontanthias chrysostictus (Günther, 1872)
- Odontanthias dorsomaculatus Katayama & Yamamoto, 1986
- Odontanthias elizabethae Fowler, 1923
- Odontanthias flagris Yoshino & Araga, 1975
- Odontanthias fuscipinnis (Jenkins, 1901)
- Odontanthias katayamai (Randall, Maugé & Plessis, 1979)
- Odontanthias randalli White, 2011
- Odontanthias rhodopeplus (Günther, 1872)
- Odontanthias tapui (Randall, Maugé & Plessis, 1979)
- Odontanthias unimaculatus (Tanaka, 1917)
- Odontanthias wassi Randall & Heemstra, 2006
- Odontanthias xanthomaculatus (Fourmanoir & Rivaton 1979)

Eine weitere Art ist Odontanthias cauoh. Die Art wurde anhand eines einzelnen toten und an der Meeresoberfläche bei den Sankt-Peter-und-Sankt-Pauls-Felsen vor der Nordostküste Brasiliens treibenden Exemplars beschrieben. Das Exemplar zeigt nicht alle für Odontanthias typischen Merkmale und war schon angefressen. Da deshalb auch nicht alle Merkmale untersucht werden konnten, ist die Zugehörigkeit der Art zu Odontanthias zweifelhaft.